# آی‌هون
آی‌هون (به چینی: 瑷珲镇) یک شهرک در شمال‌شرق جمهوری خلق چین است که در تابعیت منطقه آی‌هوی، شهر هئی‌هه (شهر در سطح ولایت)، استان هئی‌لونگ‌جیانگ واقع شده‌است.
نام این شهرک تا پیش از ماه مه سال ۲۰۱۵، شهرک آی‌هوی (به چینی: 爱辉镇) بوده، هم‌نام با منطقه‌ای که در تبعیت آن است. در آن تاریخ، نام این شهرک به آی‌هون تغییر کرد.